# Дрейк, Джулиус
Джулиус Дрейк (англ. Julius Drake, род. 5 апреля 1959 года, Лондон, Англия) — британский пианист, музыкальный педагог. Наиболее известен как интерпретатор песенной классики XIX-XX веков.

## Биография
Получил музыкальное образование в Purcell School и Royal College of Music. Дебютировал на концертной эстраде в зале Purcell Room в 1981 году, исполнив произведения Франца Шуберта.
Джулиус Дрейк живёт в Лондоне и специализируется в области камерной музыки. Особое внимание пианиста привлекает песенное творчество европейских композиторов XIX-XX веков. Среди певцов, с которыми он постоянно выступал: Иэн Бостридж, Сергей Лейферкус, Элис Кут, Пол Эгнью, Джеральд Финли, Джойс ДиДонато, Анне Софи фон Оттер. Выступал на международных музыкальных фестивалях в Кухмо, Делфте, Оксфорде и Уэст-Корке, на фестивале «Шубертиада», в Тэнглвуде. Юбилейный концерт к пятидесятилетию Джулиуса Дрейка состоялся в Wigmore Hall. Пианист неоднократно с успехом выступал в России
Записи Джулиуса Дрейка осуществили крупнейшие студии Hyperion, EMI Classics, Naxos, Onyx... Среди наиболее известных проектов звукозаписи музыканта — запись всех песен Ференца Листа. Один из дисков этого цикла (где партнёром пианиста выступила Ангелика Кирхшлагер) завоевал премию музыкального журнала ВВС.
Джулиус Дрейк был директором Международного фестиваля камерной музыки в Перте (Австралия) в 2000-2003 годах, а с 2009 по 2011 год являлся художественным руководителем фестиваля в Махинлете (Уэльс). Пианист провёл серию вокальных вечеров под названием «Джулиус Дрейк и друзья» в зале Middle Temple.
Принял участие в создании фильма режиссёра Дэвида Олдена «Зимний путь» для Channel 4 (в основе одноимённый песенный цикл Франца Шуберта) в 1997 году, в котором выступил аккомпаниатором Иэна Бостриджа. В 2000 году фильм был выпущен на DVD.

## Педагогическая деятельность
Джулиус Дрейк регулярно проводит мастер-классы в Утрехте, Базеле, Олдборо, Брюсселе, Торонто, в Институте Франца Шуберта в Бадене (Нижняя Австрия).
Является профессором Университета музыки и исполнительских искусств в Граце (Universität für Musik und Darstellende Kunst, Graz, Austria, Professor Klavier-Vokalbegleitung) и профессором Королевской Академии музыки в Лондоне (Professor of Piano Accompaniment and Piano Ensemble Coaching). Приглашённый профессор Royal Northern College of Music.

## Награды
- 2014 год - The Gramophone Award за диск Schubert: Winterreise. Gerald Finley, Julius Drake. Hyperion. 2014[8].
- 2012 год - Премия музыкального журнала ВВС за диск Liszt: The Complete Songs. Volume 2. Angelika Kirchschlager. Hyperion. 2012.[9].

## Избранная дискография
- Schubert: Winterreise. Gerald Finley. Hyperion. 2014.
- Liszt: The Complete Songs. Volume 2. Angelika Kirchschlager. Hyperion: CDA67934. 2012.
- Tchaikovsky: Romances. Christianne Stotijn. Onyx. 2009.
- Ravel: Songs. Gerald Finley. Hyperion. 2009.
- Lorraine Hunt Lieberson. live at Wigmore Hall. 2008.
- Gerald Finley. Live at Wigmore Hall. 2008.
- Schumann: Dichterliebe and other Heine settings. Hyperion. 2008.
- Grieg: Songs. Katarina Karnéus. Hyperion. 2008.
- Ives: Songs. Vol.11. Romanzo di Central Park. Gerald Finley. Hyperion. 2008.
- Barber: Songs. Gerald Finley. Hyperion. 2007.
- Christopher Maltman. Live at Wigmore Hall. 2007.
- Pasión! Joyce diDonato. Eloquentia. 2007.
- Gustav Mahler: Urlicht (lieder).  Christianne Stotijn. Onyx. 2006.
- Songs of Venice. Joyce diDonato. Wigmore Hall. 2006.
- Voyage à Paris. Lynne Dawson. Berlin Classics. 2005.
- Schubert: 25 Lieder. Ian Bostridge. EMI Classics. 2005.
- French Song. Ian Bostridge. EMI Classics. 2005.
- Alice Coote - songs. EMI Classics. 2003.
- Shostakovich: Sonatas.Annette Batorldi. Naxos. 2003.
- Britten: Canticles & Folksongs. Ian Bostridge. Virgin Classics. 2002.
- The English Songbook. Ian Bostridge. EMI Classics. 2002.
- Sibelius: Songs. Katarina Karnéus. Hyperion. 2002.
- Ivor Gurney: Seaven Meadows. Paul Agnew. Hyperion. 2001.
- Schubert: Lieder volume II. Ian Bostridge. EMI Classics. 2001.
- Henze: Songs. Ian Bostridge. EMI Classics. 2001.
- Schumann: Lieder. Sophie Daneman. EMI Classics. 2001.
- Schumann: Liederkreis & Dichterliebe etc. Ian Bostridge. EMI Classics. 1998.